# Gransvartbagge
Gransvartbagge (Bius thoracicus) är en skalbaggsart som först beskrevs av Fabricius 1792.  Gransvartbagge ingår i släktet Bius, och familjen svartbaggar. Enligt den svenska rödlistan är arten sårbar i Sverige. Arten förekommer i Svealand, Nedre Norrland och Övre Norrland. Artens livsmiljö är skogslandskap.